# Římskokatolická farnost Dolní Němčí
Římskokatolická farnost Dolní Němčí je územní společenství římských katolíků v děkanátu Uherský Brod s farním kostelem svatého Filipa a Jakuba.

## Historie farnosti
První písemná zmínka o obci pochází z roku 1358. Současný novogotický kostel byl postaven v letech 1870–1873.

## Duchovní správci
Roku 1751 ustanoven v Dolním Němčí expozita hlucký, Od stejného roku je známý přehled duchovních správců. V roce 1784 pak byla zřízena lokální kuracie. 
Od července 2010 je farářem R. D. Mgr. Petr Hofírek.

## Bohoslužby
Ve farnosti se konají pravidelně bohoslužby ve farním kostele – v neděli i ve všední dny.

## Aktivity farnosti
Na území farnosti se pravidelně koná tříkrálová sbírka. V roce 2017 se při ní vybralo 84 442 korun.
Ve farnosti působí schola, která se účastnila mnoha soutěží a patří mezi nejlepší scholy v regionu.